# Zach LaVine
Zachary "Zach" LaVine (Renton, 10 de março de 1995) é um jogador norte-americano de basquete profissional que atualmente joga pelo Sacramento Kings na National Basketball Association (NBA).
Ele jogou basquete universitário no UCLA Bruins e foi selecionado pelo Minnesota Timberwolves como a 13ª escolha geral no draft da NBA de 2014.
Um bicampeão do Slam Dunk Contest, ele foi nomeado para o All-Star Game da NBA em 2021 e 2022. Ele também conquistou uma medalha de ouro pela Seleção Americana em 2020 em Tóquio.

## Primeiros anos
LaVine nasceu em Renton, Washington. Seu pai, Paul, jogou futebol americano profissionalmente na United States Football League (USFL) e na National Football League (NFL), e sua mãe, CJ, jogava softball. Por volta dos cinco anos de idade, LaVine desenvolveu um interesse no basquete depois de assistir Michael Jordan no Space Jam. Mais tarde, ele se tornou fã de Kobe Bryant e modelou seu jogo pelo seu ídolo de infância.
LaVine praticava no quintal da família, onde seu pai emulava a linha de três pontos da NBA. Ele frequentou a Bothell High School em Bothell, Washington jogando de armador. Em seu primeiro ano do ensino médio, ele havia atingido 1,91 m e praticava enterradas durante horas em seu quintal.
Em seu último ano, ele obteve médias de 28,5 pontos, 3,4 rebotes e 2,5 assistências e foi nomeado o Jogador do Ano da Associated Press em Washington e o Sr. Basketball de Washington. 
Considerado um recruta de quatro estrelas pela Rivals.com, LaVine foi listado como o 12° melhor Ala-armador e o 44° melhor jogador do país em 2013.

## Carreira universitária
Em 20 de junho de 2012, LaVine se comprometeu verbalmente com a UCLA para jogar sob o comando do treinador Ben Howland. Depois que Howland foi demitido nove meses depois, LaVine considerou ir para a Universidade de Washington. No entanto, ele decidiu permanecer na UCLA devido ao carinho herdado de seu pai, que cresceu fã dos Bruins enquanto crescia em San Bernardino, Califórnia.

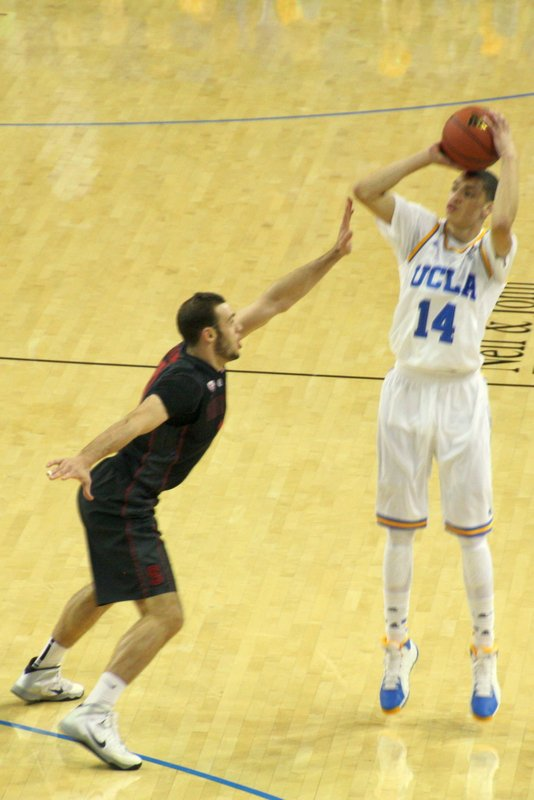
LaVine arremessando contra Stanford em 2014

Depois de um forte início na temporada de 2013-14 como o sexto homem da equipe, apresentando uma impressionante exibição de arremessos e enterradas explosivos, LaVine evocou lembranças do início de Russell Westbrook. Os especialistas em draft da NBA começaram a classificar LaVine em suas projeções para o draft da NBA de 2014 se ele se declarasse elegível.
Ele teve média de 9,4 pontos durante a temporada, o quarto melhor da equipe, e seus 48 arremessos de três pontos foi a segunda maior marca por um calouro na história da universidade. No entanto, LaVine não alcançou dois dígitos no placar em 14 dos 18 jogos finais, somando apenas 11 pontos nos cinco últimos jogos.
Em 16 de abril de 2014, ele se declarou o draft da NBA, renunciando aos seus últimos três anos de elegibilidade universitária.

## Carreira profissional

### Minnesota Timberwolves (2014-2017)
Em 26 de junho de 2014, LaVine foi selecionado pelo Minnesota Timberwolves como a 13ª escolha geral no draft da NBA de 2014. Os Timberwolves o selecionaram mais por seu potencial a longo prazo do que por retornos imediatos. Em 8 de julho de 2014, ele assinou um contrato de 2 anos e US$$4.2 milhões com a equipe.
Nos cinco primeiros jogos da temporada de 2014-15, LaVine jogou um total de 12 minutos. Quando uma lesão no tornozelo afastou o titular Ricky Rubio por tempo indeterminado, ele se tornou o titular. Depois de voltar ao banco de reservas, LaVine marcou 28 pontos em uma vitória por 120-119 sobre o Los Angeles Lakers em 28 de novembro. Ele se tornou o segundo jovem na NBA a ter pelo menos 25 pontos e cinco assistências como reserva. Ele voltou à equipe titular depois que espasmos nas costas afastaram Mo Williams. Em 6 de dezembro, contra o San Antonio Spurs, LaVine fez seu primeiro duplo-duplo com 22 pontos e 10 assistências. Ele se tornou o quarto jogador jovem a registrar um jogo de 20 pontos e 10 assistências na NBA.
Rubio voltou em fevereiro de 2015 e LaVine teve uma queda no tempo de jogo. No entanto, Mo Williams foi negociado naquele mês para abrir mais oportunidades para ele. LaVine venceu o Slam Dunk Contest durante o All-Star Weekend de 2015. Ele se tornou o campeão mais jovem desde Kobe Bryant, de 18 anos, em 1997. LaVine se tornou o favorito do público após sua primeira enterrada aonde usava a camisa 23 de Jordan no Space Jam.

Em 11 de abril, LaVine teve o melhor jogo da temporada com 37 pontos e nove rebotes em uma derrota para o Golden State Warriors. Na temporada, ele disputou 77 jogos, sendo titular em 40, e teve média de 10,1 pontos, 2,8 rebotes e 3,6 assistências. Posteriormente, ele foi nomeado para a Segunda-Equipe de Novatos da NBA.

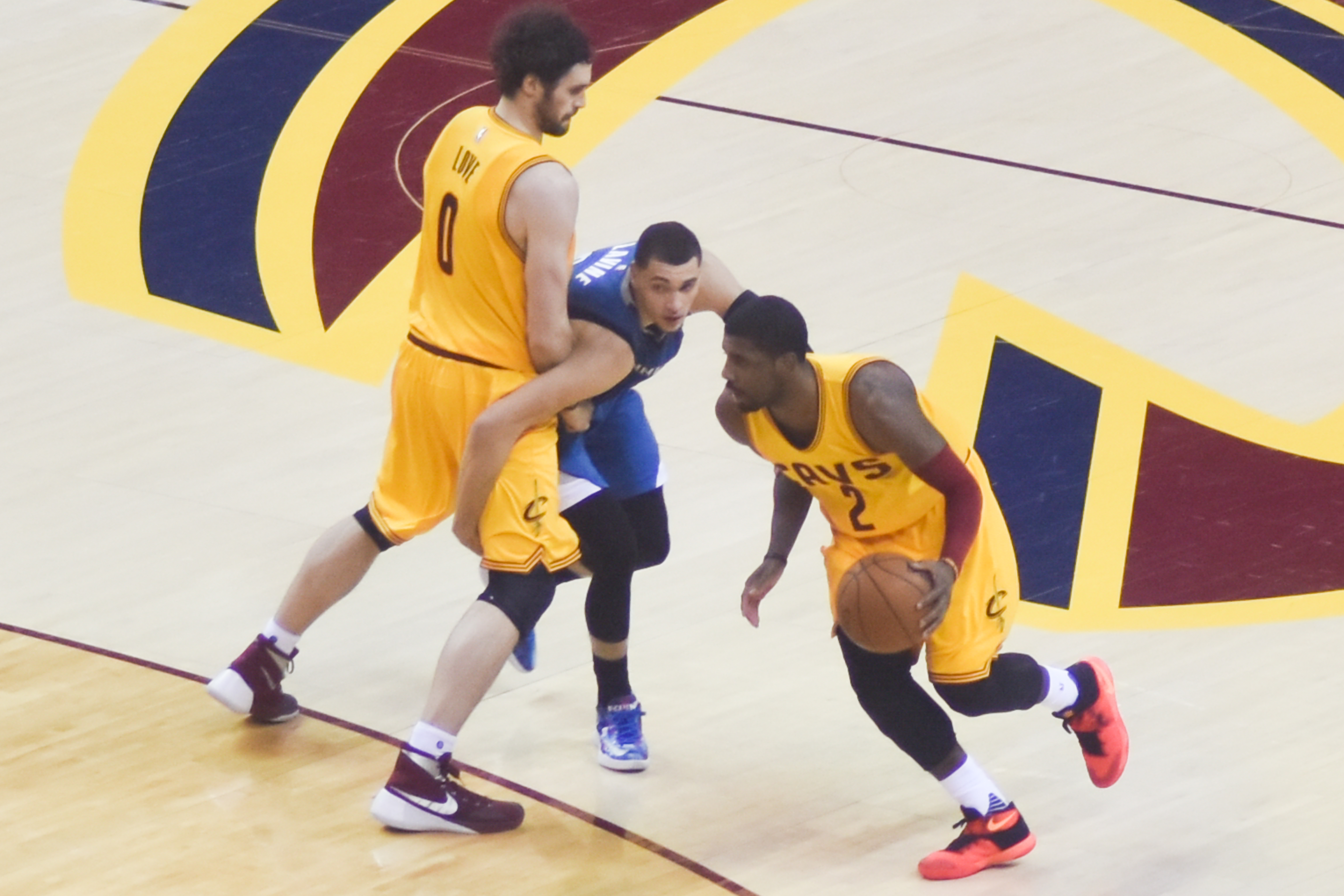
LaVine (meio) defendendo contra o Cleveland Cavaliers em 2016

Em 21 de outubro de 2015, os Timberwolves exerceram sua opção de renovação no contrato de novato de LaVine, estendendo o contrato até a temporada de 2016-17. Com Ricky Rubio afastado no início de novembro, LaVine assumiu o papel de titular e aproveitou o aumento de minutos. 
Em 13 de novembro, ele marcou 26 pontos em uma derrota para o Indiana Pacers. Em 13 de dezembro, ele marcou 28 pontos em uma derrota para o Phoenix Suns. Em 25 de janeiro de 2016, durante uma derrota por 114-107 para o Cleveland Cavaliers, LaVine, Karl-Anthony Towns e Andrew Wiggins se tornaram o primeiro trio de companheiros de equipe com menos de 21 anos a marcar pelo menos 20 pontos no mesmo jogo. Em 27 de janeiro, ele marcou 35 pontos contra o Oklahoma City Thunder, um recorde da franquia para um jogador vindo do banco. 
Durante o All-Star Weekend de 2016, LaVine marcou 30 pontos para o Team USA no Rising Stars Challenge e conquistou o prêmio de MVP. Ele também se tornou o quarto jogador a vencer o Slam Dunk Contest por duas vezes. Sua batalha contra Aaron Gordon nas rodadas finais fizeram nascer comparações com o confronto entre Jordan e Dominique Wilkins em 1988.
Em 24 de outubro de 2016, os Timberwolves exerceram sua opção de renovação no contrato de novato de LaVine, estendendo o contrato até a temporada de 2017-18.
Em 9 de novembro, ele fez 37 pontos em uma vitória de 123-107 sobre o Orlando Magic. Em 23 de dezembro, ele marcou 40 pontos com uma derrota de 109-105 contra o Sacramento Kings. Em 4 de fevereiro de 2017, LaVine foi descartado pelo resto da temporada depois que uma ressonância magnética revelou que ele tinha uma lesão do ligamento cruzado no joelho esquerdo. Dez dias depois, ele foi submetido a uma cirurgia bem-sucedida para reconstruir o joelho.

### Chicago Bulls (2017–Presente)

#### 2017–2020: Primeiras temporadas em Chicago e desenvolvimento
Em 22 de junho de 2017, LaVine foi negociado, juntamente com Kris Dunn e Lauri Markkanen, para o Chicago Bulls em troca de Jimmy Butler e Justin Patton.
Em 13 de janeiro de 2018, em seu primeiro jogo em 11 meses, LaVine marcou 14 pontos na vitória por 107-105 sobre o Detroit Pistons. Em 9 de fevereiro, ele marcou 35 pontos em uma vitória de 114-113 sobre o seu ex-time, o Minnesota Timberwolves.
Em 6 de julho de 2018, o agente livre restrito LaVine recebeu uma oferta de quatro anos e US$ 80 milhões do Sacramento Kings. Dois dias depois, os Bulls exerceram seu direito de preferência e igualou a ofertas dos Kings.
LaVine marcou pelo menos 30 pontos em cada um dos três primeiros jogos dos Bulls da temporada, tornando-se o terceiro jogador de Chicago a fazer isso, juntando-se a Michael Jordan (1986) e Bob Love (1971).
Em 5 de novembro, ele marcou 41 pontos, incluindo o lance livre vencedor do jogo com 0,2 segundos restantes, quando os Bulls venceram o New York Knicks por 116-115 após duas prorrogações. Em 10 de novembro, ele marcou 24 pontos em uma vitória de 99-98 sobre o Cleveland Cavaliers, marcando 20 ou mais pontos em cada um dos primeiros 13 jogos de Chicago na temporada. O último jogador dos Bulls a marcar mais de 20 pontos em 14 jogos consecutivos foi Jimmy Butler, que fez 15 vezes seguidas em 2016.
Em 26 de dezembro, depois de perder cinco jogos com uma torção no tornozelo esquerdo, LaVine fez 28 pontos em 26 minutos em uma derrota por 119-94 para os Timberwolves. Em 23 de fevereiro de 2019, ele marcou 42 pontos em uma vitória de 126-16 sobre o Boston Celtics. Em 1º de março, ele marcou 47 pontos em uma vitória após 4 prorrogações sobre o Atlanta Hawks por 168-161, esse foi o terceiro jogo de maior pontuação da história da NBA. LaVine perdeu o final da temporada com lesões na perna direita.
Em 23 de novembro de 2019, LaVine marcou 49 pontos, o recorde da carreira, incluindo a cesta da vitória para derrotar o Charlotte Hornets por 116-115. Em 25 de janeiro de 2020, ele registrou 44 pontos, dez rebotes e oito assistências na vitória por 118–106 sobre o Cleveland Cavaliers. Em 11 de fevereiro, ele registrou 41 pontos e nove rebotes em uma derrota por 126-114 para o Washington Wizards. Em 25 de fevereiro, LaVine marcou 41 pontos em uma derrota por 124–122 para o Oklahoma City Thunder.
No segundo jogo da temporada de 2019-20, ele marcou 37 pontos na vitória por 110-102 contra o Memphis Grizzlies. Em 23 de novembro, LaVine marcou 49 pontos, com 13 arremessos de três pontos, incluindo a cesta de três pontos da vitória para derrotar o Charlotte Hornets por 116-115. Em 25 de janeiro de 2020, ele registrou 44 pontos, dez rebotes e oito assistências na vitória por 118-106 sobre o Cleveland Cavaliers. Na temporada de 2019-20, ele teve médias de 25.5 pontos, 4.8 rebotes, 4.2 assistências e 1.5 roubos de bola e foi o artilheiro em 42 dos 65 jogos disputados na temporada encurtada.

#### 2020–Presente: Seleções de All-Star e playoffs
Em 10 de fevereiro, LaVine marcou 46 pontos na vitória por 129-116 sobre o New Orleans Pelicans. Com as melhores médias da carreira em pontuação e eficiência de arremessos, ele foi nomeado como reserva do All-Star Game da NBA de 2021. Foi sua primeira seleção para o All-Star e o primeiro jogador dos Bulls selecionado desde Jimmy Butler em 2017. No 34º jogo da temporada, LaVine teve seu 17º jogo marcando 30 pontos ou mais. Em 7 de março, ele jogou 28 minutos e marcou 13 pontos durante o All-Star Game. Em 9 de abril, ele marcou 39 de seus 50 pontos no primeiro tempo em uma derrota por 120-108 para o Atlanta Hawks. Na temporada, ele teve média de 27,4 pontos, a sétima melhor média na NBA. Ele também alcançou as melhores médias da carreira em rebotes (5,0), assistências (4,9), arremessos de 3 pontos (41,9%), porcentagem geral de arremessos certos (50,7%) e porcentagem de lances livres certos (84,9%).
Em 19 de novembro de 2021, LaVine marcou 36 pontos em uma vitória de 114-108 sobre o Denver Nuggets. Em 3 de fevereiro, ele foi nomeado como reserva do All-Star Game da NBA de 2022. Ele lidou com um problema no joelho durante a temporada e perdeu 15 jogos. Os Bulls se classificaram para os playoffs pela primeira vez desde 2017, dando a Lavine sua primeira aparição na pós-temporada na carreira. Em 24 de abril, durante o Jogo 4 da primeira rodada, ele registrou 24 pontos e 13 assistências em uma derrota de 95-119 contra o Milwaukee Bucks. Os Bulls foram eliminados para os Bucks em cinco jogos.
Em 24 de maio, Lavine passou por uma cirurgia no joelho esquerdo. Em 7 de julho, LaVine assinou um contrato de 5 anos e US$215.1 milhões com os Bulls.
Em 4 de dezembro de 2022, LaVine registrou 41 pontos, 8 rebotes e 4 roubadas de bola em uma derrota de 110-101 contra o Sacramento Kings. Em 30 de dezembro, ele marcou 43 pontos, sua maior pontuação da temporada, junto com seis assistências, em uma vitória por 132-118 sobre o Detroit Pistons. Em 6 de janeiro de 2023, LaVine marcou 41 pontos em uma vitória por 126-112 sobre o Philadelphia 76ers. Este foi seu quarto jogo na carreira com pelo menos 40 pontos em 70% de aproveitamento nos arremessos, quebrando um empate com Scottie Pippen pelo segundo lugar na história dos Bulls. Em 17 de março, LaVine marcou 39 pontos e DeMar DeRozan marcou 49 pontos em uma vitória por 139-131 sobre o Minnesota Timberwolves. Seus 88 pontos combinados superaram o recorde anterior de Michael Jordan e Horace Grant de 85, tornando-se a maior pontuação em um jogo por uma dupla na história dos Bulls.
Em 28 de outubro de 2023, LaVine marcou sua maior pontuação na carreira com 51 pontos em uma derrota por 118-102 para os Pistons. Em fevereiro de 2024, os Bulls anunciou que LaVine passaria por cirurgia no pé direito como próximo passo em seu processo de recuperação.

## Carreira na seleção
Lavine foi selecionado como um dos jogadores da Seleção Americana que foi para os Jogos Olímpicos de Verão de 2020 em Tóquio. Ele foi um valioso sexto homem e teve média de 10,6 pontos. Antes do jogo da medalha de ouro, ele era o segundo em assistências e estava sendo um defensor sólido e tinha o melhor aproveitamento de três pontos da equipe com 47%. LaVine e a equipe dos EUA conquistaram a medalha de ouro.

## Estatísticas

### NBA

#### Temporada regular
| Ano      | Equipe    | PJ  | PT  | MPJ  | AP   | 3P   | LL   | RT  | AS  | BR  | TO | PPJ  |
| -------- | --------- | --- | --- | ---- | ---- | ---- | ---- | --- | --- | --- | -- | ---- |
| 2014–15  | Minnesota | 77  | 40  | 24.7 | .422 | .341 | .842 | 2.8 | 3.6 | .7  | .1 | 10.1 |
| 2015–16  | Minnesota | 82  | 33  | 28.0 | .452 | .389 | .793 | 2.8 | 3.1 | .8  | .2 | 14.0 |
| 2016–17  | Minnesota | 47  | 47  | 37.2 | .459 | .387 | .836 | 3.4 | 3.0 | .9  | .2 | 18.9 |
| 2017–18  | Chicago   | 24  | 24  | 27.3 | .383 | .341 | .813 | 3.9 | 3.0 | 1.0 | .2 | 16.7 |
| 2018–19  | Chicago   | 63  | 62  | 34.5 | .467 | .374 | .832 | 4.7 | 4.5 | 1.0 | .4 | 23.7 |
| 2019–20  | Chicago   | 60  | 60  | 34.8 | .450 | .380 | .802 | 4.8 | 4.2 | 1.5 | .5 | 25.5 |
| 2020–21  | Chicago   | 58  | 58  | 35.1 | .507 | .419 | .849 | 5.0 | 4.9 | .8  | .5 | 27.4 |
| 2021–22  | Chicago   | 67  | 67  | 34.7 | .476 | .389 | .853 | 4.6 | 4.5 | .6  | .3 | 24.4 |
| 2022–23  | Chicago   | 77  | 77  | 35.9 | .485 | .375 | .848 | 4.5 | 4.2 | .9  | .2 | 24.8 |
| 2023–24  | Chicago   | 25  | 23  | 34.9 | .452 | .349 | .854 | 5.2 | 3.9 | .8  | .3 | 19.5 |
| Carreira | Carreira  | 580 | 491 | 32.7 | .455 | .374 | .832 | 4.1 | 3.8 | .9  | .2 | 20.5 |

#### Play-In
| Ano  | Equipe  | PJ | PT | MPJ  | AP   | 3P   | LL   | RT  | AS  | BR  | TO | PPJ  |
| ---- | ------- | -- | -- | ---- | ---- | ---- | ---- | --- | --- | --- | -- | ---- |
| 2023 | Chicago | 2  | 2  | 40.7 | .419 | .154 | .800 | 5.0 | 2.5 | 1.0 | .0 | 27.0 |

#### Playoffs
| Ano  | Equipe  | PJ | PT | MPJ  | AP   | 3P   | LL   | RT  | AS  | BR | TO | PPJ  |
| ---- | ------- | -- | -- | ---- | ---- | ---- | ---- | --- | --- | -- | -- | ---- |
| 2022 | Chicago | 4  | 4  | 38.3 | .429 | .375 | .933 | 5.3 | 6.0 | .8 | .3 | 19.3 |

### Universitário
| Ano     | Equipe | PJ | PT | MPJ  | AP   | 3P   | LL   | RT  | AS  | BR | TO | PPJ |
| ------- | ------ | -- | -- | ---- | ---- | ---- | ---- | --- | --- | -- | -- | --- |
| 2013–14 | UCLA   | 37 | 1  | 24.4 | .441 | .375 | .691 | 2.5 | 1.8 | .9 | .2 | 9.4 |

Fonte: